# Мехия Колиндрес, Висенте
Висенте Мехия Колиндрес (исп. Vicente Mejía Colindres; 1878, Ла-Эсперанса — 24 августа 1966, Тегусигальпа) — гондурасский политический и государственный деятель, президент Гондураса (1919 и 1929—1933), министр внутренних дел, министр иностранных дел Гондураса (1919—1921), секретарь правительства Гондураса (1909—1911), медик, хирург.
Окончил медицинский факультет Университета Сан-Карлос в Гватемале.
Член Либеральной партии Гондураса. Активно участвовал в политической жизни страны. Занимал следующие государственные должности: в 1907 году был назначен губернатором департамента Интибука. С 1909 по 1911 год занимал пост министра внутренних дел; затем в 1919—1921 годах — министра иностранных дел Гондураса.
С 1 сентября 1919 г. по 5 октября 1919 г. работал временным президентом страны. С 1929 по 1933 год был президентом Гондураса.
Во время президентства ему пришлось столкнуться с последствиями мировой экономической депрессии, пережить покушение на его жизнь во время инаугурации своей администрации, решать проблемы, того что законодательная и судебная власть находились в руках оппозиции, которая систематически противостояла его административным планам.
В январе 1932 года с целью подавить восстание рабочих банановых плантаций, уволенных американской «United Fruit Company», ввёл военное положение.
При нём начали создаваться Военно-воздушные силы Гондураса.
После ухода в отставку с поста президента жил в изгнании в Сан-Хосе, Коста-Рика.